# Maria Gripe
Maria Gripe (z d. Maja Stina Walter, ur. 25 lipca 1923 w Vaxholm, zm. 5 kwietnia 2007 w Rönninge) – szwedzka pisarka; autorka książek dla dzieci i młodzieży, często o zabarwieniu mistycznym i magicznym. 

## Życiorys
W 1974 zdobyła Nagrodę imienia Hansa Christiana Andersena. Jej utwory przetłumaczono na około 30 języków. Część z nich została zekranizowana.

## Wybrane tytuły
- Agnes Cecylia: Niezwykła historia (Agnes Cecilia – en sällsam historia, 1981)
- Córka taty Pellerina (Pappa Pellerins dotter, 1963)
- Dzieci szklarza (Glasblåsarns barn, 1964)
- Hugo i Józefina (Hugo och Josefin, 1962)
- Żuki latają o zmierzchu (Tordyveln flyger i skymningen, 1978)